# Мужчины (фильм, 1973)
«Мужчины» (фр. Les hommes)  — художественный фильм совместного производства Франции и Италии, снятый в 1973 году французским режиссёром Даниелем Винем (фр. Daniel Vigne) на основе действительных событий. Отечественному[какому?] зрителю известен также под названием «Люди чести».

## Сюжет
Начало 1950-х годов. Под Парижем застрелен Рафаэль Бодзокони, владелец многочисленных игорных заведений и один из главарей корсиканской мафии. Он участвовал в контрабанде сигарет из США и был связан с американским спекулянтом по имени Эверетт. Его сообщники Андж Леони, владелец кабаре в Пигале (фр. Pigalle), и Фантони, известный в Марселе мафиози, решают, однако, продолжить дело Бодзокони. И вскоре сухогруз, забитый огромным количеством коробок с американскими сигаретами, направляется из Танжера к берегам Франции. По пути они инсценируют захват и ограбление судна пиратами с целью получения двойной выгоды страховых выплат и прибыли от продажи товара. Сигареты доставлены и разгружены в соответствии с планом на Корсике, но потом они пропадают из тайника: Фантони был обманут американским спекулянтом и его марсельскими подручными. А через некоторое время его арестовывают на основании, якобы, анонимного звонка в полицию кого-то из друзей Фантони за убийство Бодзокони, которого он не совершал. Через семь месяцев комиссар Маестраччи распоряжается освободить Фантони в расчёте на то, что бандиты начнут убивать друг друга. «Это дело чести: на Корсике презирают того, кто был предан и не отомстил за себя». Останется только неизвестным, что было в действительности в основе этой серии расплат: недоразумение или предательство. Фантони тем временем выбрасывают из дела. Он выходит из тюрьмы с жаждой отомстить и одного за другим расстреливает бывших товарищей. Два друга, Фантони и Винчигуэрра, сначала действуют сообща во всех жёстких разборках, вместе возвращают похищенную Нунцию, в которую, по-видимому, влюблён Фантони, вместе грабят почтовый поезд. Но их среда не станет терпеть нападения на своих и помеху в прибыльном деле. Заключён контракт на голову Фантони: его лучший друг Винчи  отвечает за работу.

## О фильме
«Мужчины» — это режиссёрский дебют Даниеля Виня, который в дальнейшем работал преимущественно для французского телевидения. Недооценённый в своё время фильм создан на основе действительных событий, составляющих «дело „Combinatie“» (фр. L'affaire du Combinatie), где «Combinatie» — название судна, которое  доставило контрабандный груз. Сценарий был написан Лео Каррье, уроженцем Марселя, знакомым с некоторыми реальными персонажами этой криминальной драмы, представленными в фильме под вымышленными именами. Картина представляет собой художественное осмысление автором причин вендетты, которая будет насчитывать почти 30 жертв и продлится около 20 лет.

## В ролях
- Мишель Константен — Марьюс Фантони, Фанто
- Марсель Бодзюффи — Феликс Винчигуэрра, Винчи
- Анджело Инфанти — Анж Леони
- Генри Сильва — Эверетт
- Николь Кальфан — Нунция Маркетти
- Витторио Саниполи — Гризони
- Дени Манюель — Совёр Леони
- Франсис Линель — Франсис Маркетти
- Мишель Берте — дивизионный комиссар Вильдьё
- Марко Перрен — комиссар Маестраччи
- Бернар Дефив — Пауло
- Ив Габриелли — Симон Кастелли
- Джордж Бирт — Сэм
- Антуан Негрель — Паскаль
- Мари-Паскаль Нези — Анжель
- Лео Каррье — Франсуа
- Андре Болле — Рафаэль Бодзокони
- Жан Луизи — Доминик Михаэли

## Съёмочная группа
- Режиссёр: Даниель Винь
- Сценарий: Лео Каррье, Альберто Либерати (итал. версия)
- Диалоги: Жак Робер, Даниель Винь
- Продюсеры: Жизель Ребильон, Катрин Винтер
- Оператор-постановщик: Жан Шарвэн
- Звукорежиссёры: Жан Шаррьер, Ален Лашассань
- Композиторы: Франсис Ле, Кристиан Гобер